# Spiritualité sacerdotale
 (mai 2024).
Si vous disposez d'ouvrages ou d'articles de référence ou si vous connaissez des sites web de qualité traitant du thème abordé ici, merci de compléter l'article en donnant les références utiles à sa vérifiabilité et en les liant à la section « Notes et références ».
La spiritualité sacerdotale est une spiritualité chrétienne qui est vécue par les membres du clergé chrétien pour unir leur sacerdoce à celui du Christ. 
Le curé de paroisse possède la charge d'âmes et s'efforce de son mieux pour sauver les âmes de ses paroissiens. La participation à l'œuvre du salut est souvent un motif de spiritualité pour les prêtres.    
La figure de saint Paul est souvent mise de l'avant au nom de l'apostolat, car celui-ci a écrit dans une de ses Épîtres : Moi Paul, serviteur de Jésus Christ, appelé par Dieu pour être Apôtre, mis à part pour annoncer la Bonne Nouvelle (Rm, 1-1).  Un verset qui inspire beaucoup est pais mes brebis (Jean 21:17). 
Le célibat des prêtres est fondé sur le célibat du Christ tout comme le sacerdoce lui-même est fondé sur le sacerdoce du Christ. Le Christ-Prêtre ou Souverain-Prêtre est le grand idéal du sacerdoce. Le père Columba Marmion a en outre décrit cette vie spirituelle. 
La sacrifice du Christ sur la croix a été un motif de dévouement complet pour les prêtres, qui n'hésitèrent pas à faire don et immolation d'eux-mêmes, en véritables martyrs. Les martyrs du Japon, les martyrs du Vietnam et les martyrs du Canada illustrent ces sacrifices.      
À l'exemple du Christ, qui est spirituellement décrit comme l'époux de l'Église, les prêtres aiment à se considérer comme les époux de leurs paroisses. La figure du patriarche et du berger, qui est aussi celle de Jésus, est en même temps celle du curé.    
Le modèle spirituel du curé est Jean-Marie Vianney, curé d'Ars, qui est connu pour son intense activité paroissiale et qui a été nommé patron de tous les curés de l'univers par Pie XI. Le pape Pie X est aussi  donné en exemple car il n'était au départ qu'un simple curé de paroisse. 
Beaucoup de prêtres ont adopté une spiritualité eucharistique en suivant l'exemple de Pierre-Julien Eymard. Ils cherchent à cultiver le surnaturel de leur vocation à travers la grâce. D'autres cultivent le sens de partage qui est lié à ce sacrement. La spiritualité du Sacré-Cœur et du cœur immaculé est souvent associée à celle du Saint-Sacrement. 
La spiritualité mariale est aussi valorisée parce que Marie est appelée la mère des prêtres et la mère du sacerdoce. Le père Jean-Claude Colin a encouragé cette spiritualité dans les rangs du clergé.  
Les évêques ont aussi développé une vision spirituelle de l'épiscopat en s'inspirant des paroles d'Ignace d'Antioche, qui déclare que l'évêque possède la plénitude du sacerdoce et qui écrit que là où est l'évêque, là se trouve l'Église de Jésus-Christ. Les évêques valorisent la succession apostolique et cherchent à connaître les biographies de leurs prédécesseurs.        
Plusieurs documents magistériels ont développé sur ces thèmes, dont Sacerdotalis caelibatus, Sacerdotii nostri primordia, Ad Catholici Sacerdotii, Depuis le jour, Presbyterorum Ordinis, et les lettres aux prêtres de Jean-Paul II.